# Тээли
Тээли — село, административный центр Бай-Тайгинского кожууна Республики Тыва.

## География
Село расположено на западе Тывы в 40 км от Ак-Довурака и в 349 км от Кызыла в начале трассы Тээли — Кызыл.

## Население
| 1959  | 1970  | 1979  | 1989  | 2002  | 2010  | 2011  |
| ----- | ----- | ----- | ----- | ----- | ----- | ----- |
| 2477  | ↗2817 | ↘2737 | ↗3708 | ↗3764 | ↘3390 | ↘3382 |
| 2012  | 2013  | 2014  | 2015  | 2016  | 2017  | 2018  |
| ↘3302 | ↘3293 | ↘3271 | ↘3255 | ↘3212 | ↗3251 | ↘3192 |
| 2019  | 2020  | 2021  |       |       |       |       |
| ↘3187 | ↗3265 | ↗3441 |       |       |       |       |

## Инфраструктура
образование
- МБОУ Тээлинская СОШ им. В. Б. Кара-Сала
- МБОУ Тээлинская в(с)ОШ
- МБУДО «ЦДО „Авырал“ имени В. Д. Иргита» с. Тээли
- МБДОУ Детский Сад «Белек» с. Тээли
- МБДОУ Детский Сад «АЯН» с. Тээли

сельское хозяйство
СПК «Тээли», Схо Тээли
культура
МБОУДО Дом Творчества Школьников с. Тээли

## Сотовая связь
В Тээли, действуют 5 операторов сотовой связи — Билайн, МТС, МегаФон, Yota и Tele2

## Известные люди
- Владислав Товарищтайович Ховалыг — российский государственный деятель. Глава Республики Тува с 28 сентября 2021.
- Анна Оюновна Дыртык-оол — заслуженный деятель науки Республики Тыва.
- Валентина Юрьевна Сузукей советский и российский музыковед, доктор культурологии, главный научный сотрудник Т.И.Г.П.И, редактор электронного научного журнала «Новые исследования Тувы», заслуженный деятель науки Республики Тыва.
- Хертек, Аганак Щорсович — религиозный деятель России, первый выборный Верховный лама Тывы (1997—2000).
- Бапа, Саян — хоомейжи, художественный руководитель музыкальной фольклорно-этнографической группы Хуун-Хуур-Ту, заслуженный артист Республики Тыва (2008), Заслуженный артист России (2014)
- Хертек, Артур Ойняр-оолович — поэт, журналист, переводчик, член союза журналистов России, союза писателей Тувы, заслуженный работник Республики Тыва.